# Паданский Введенский монастырь
 Введе́нский Па́данский женский монастырь (Корнилиева пустынь) — православный женский монастырь в Подпорожском районе Ленинградской области.
С XVI века в районе Винниц существовала Никольская Верхопаданская Корнилиева пустынь, основанная учеником преподобного Александра Свирского Корнилием Паданским и находившаяся на Пада-острове на реке Шокше.
При жизни Корнилия была построена церковь во имя Николая Чудотворца (в 1790 году перенесена в Винницы). При преемниках Корнилия Дионисии и Мисаилы были построены 2 деревянных храма во имя преподобного Александра Свирского и в честь Введения во Храм Пресвятой Богородицы (1604 г.) (сгорели).
В 1764 году в ходу секуляризационной реформы Екатерины II обитель была закрыта.
В 1860 году на месте пустыни поселились несколько пустынниц во главе с Анной Трофимовной Яценковой (строительницей Анастасией Паданской). В 1888 году была устроена женская община, преобразованная в 1900 году в женский монастырь, находящийся в ведении Олонецкой епархии.
В 1893 году при деревне Шакшезеро общиной была открыта церковно-приходская школа для бедняков
В 1905 году в честь рождения наследника престола цесаревича Алексея Николаевича был построен храм во имя Святителя Московского Алексия с приделами во имя Корнилия Комельского и в честь введения во Храм Пресвятой Богородицы.
Монастырь имел подворье в Санкт-Петербурге в районе Большой Охты. В 1902 году Иоанном Кронштадтским была освящена церковь подворья в честь Введения во храм Пресвятой Богородицы.
Монастырь был закрыт в 1920-х годах, на его основе создана сельхозартель, впоследствии колхоз «Красный Маяк».
В 1993 образована Свято-Введенская Корнилиево-Паданская женская монашеская община. В 2000-х монахи из монастыря ушли, и он снова недействующий.

## Список настоятелей
- Корнилий (1549)
- Дионисий
- Мисаил (1597, 1617)
- Феодорит (1663)[11]
- Варсонофия (1892)
- Евстихия (1911)